# ЗУНРО
Західноукраїнська народно–революційна організація (ЗУНРО) — конспіративна політична організація 1920-х рр. у Західній Україні. Заснована 1925 групою військових емігрантів на чолі з полковником О. Думіним на базі Західноукраїнського клубу — прихильників президента ЗУНР Є. Петрушевича Організаційно оформилася 1926 у Берліні (Німецька Держава).
Програма і статут передбачали консолідацію нації української в боротьбі з польською владою за відновлення незалежної української держави. ЗУНРО відмежовувалася як від «угодовської» політики Українського національно-демократичного об'єднання, так і від «радикальної» політики Української військової організації (від якої відокремилася), виступала за приєднання Західної України до УСРР, мала мережу осередків у краї для здійснення саботажу. Друковані органи: «Український революціонер», «Журнал ЗУНРО». 1928 15 членів організації (серед яких — два сини письменника В. Стефаника) були засуджені на Львівському процесі. Припинила діяльність 1929.